# هیله‌دره
هیله‌دره (به لاتین: Hilədərə) یک منطقه مسکونی در جمهوری آذربایجان است که در شهرستان لریک واقع شده‌است.

## جمعیت
هیله‌دره ۶۸ نفر جمعیت دارد.